# .kp
.kp는 조선민주주의인민공화국의 국가 도메인이다. 2007년 9월 24일에 생성되었다. 2010년까지만 해도 모든 조선민주주의인민공화국 인터네트워크봉사국에서 .kp 대신 국제 도메인 .com 또는 일본의 도메인인 .co.jp만을 사용하였지만, 2011년 1월에 홈페이지 내나라의 주소를 http://www.naenara.com.kp로 변경하면서 본격적으로 .kp 주소를 사용하기 시작하였다.

## 조선민주주의인민공화국의 인터넷
조선민주주의인민공화국에서는 사설 인터넷 서비스 제공자가 존재하지 않는다. 조선민주주의인민공화국의 국방위원장을 역임한 김정일에 따르면 "나도 인터넷 전문가다. 공단(개성공업지구) 안에서만 통하면 되는데 북쪽 다른 지역까지 연결돼서는 문제가 많다."라고 언급하였다.
인터넷 접속은 제한되어 있고 드문 편이다. 국경 없는 기자회는 "세계에서 가장 고립된 국가에서 인터넷은 공식적으로 존재하지 않으나 소수의 특권 계급은 (중국망을 통한) 전화를 거치거나 위성을 거쳐 온라인으로 들어가는 것이 허용된다."라면서 한때 이 나라를 "세계 최악의 인터넷 블랙홀"로 묘사하였다.
정부 소속 사이트는 .kp 도메인에 속해 있지 않고 국외에 호스팅하여 운영하고 있다. korea-dpr.com 주소는 스페인 제공업체 DINAHOSTING에 속해 있고 IP 위치는 독일에 있다.

## 같이 보기
- 조선민주주의인민공화국의 인터넷
- 대한민국에서 차단된 웹사이트 목록
- .kr
- 광명망